# KLatin
KLatin è un programma educativo per l'apprendimento del latino incluso nel modulo kdeedu (programmi di edutainment) dell'ambiente desktop KDE; viene normalmente distribuito insieme agli altri programmi.
È un software libero distribuito con licenza GNU General Public License.
All'interno del programma ci sono tre sezioni nelle quali possono essere studiati tre diversi aspetti della lingua, ovvero il vocabolario, la grammatica e i verbi.
Non verrà distribuito per l'ambiente KDE4, ma solo per la versione 3.